# The Man in the Open
The Man in the Open er en amerikansk stumfilm fra 1919 af Ernest C. Warde.

## Medvirkende
- Dustin Farnum som Sailor Jesse
- Herschel Mayall som Trevor
- Lamar Johnstone som Bull Brooks
- Joseph J. Dowling som James Brown
- Claire Du Brey som Polly